# Andliga sånger (sångbok)
Andliga sånger var Örebromissionens sångbok som utgavs första gången 1931 och utkom i en utökad utgåva 1935. Denna sångbok ersattes senare med Psalm och Sång, som var gemensam med Svenska Baptistsamfundet församlingar.

### Fotnoter
1. ↑  ”Andliga sånger” (på engelska). Worldcat. 14 mars 1935. https://www.worldcat.org/title/andliga-sanger-samlade-och-utgivna-for-bruk-vid-gudstjanst/oclc/671716491&referer=brief_results. Läst 17 oktober 2017.